# Давітадзе Дауд Алійович
Дауд Алійович Давітадзе (1 травня 1901, село Урехі Батумської області, тепер Аджарія, Грузія — ?, місто Батумі, Аджарія, Грузія) — грузинський радянський державний діяч, голова Президії Верховної ради Аджарської АРСР. Депутат Верховної ради Грузинської РСР 1—3-го скликань. Депутат Верховної ради СРСР 2—3-го скликань.

## Життєпис
Народився в селянській родині. З 1920 року служив у Червоній армії, брав участь у громадянській війні на Кавказі. У 1922 році вступив до комсомолу.
Член ВКП(б) з 1929 року.
У 1929 році закінчив Аджаристанську партійну школу. З 1929 по 1930 рік працював пропагандистом.
У 1930—1933 роках — студент Закавказького комуністичного університету в місті Тифлісі.
З 1933 по 1934 рік працював у Хулойському районному комітеті КП(б) Грузії.
У 1934—1937 роках — директор Батумського педагогічного технікуму.
У 1937 — липні 1938 року — народний комісар юстиції Аджарської АРСР. 
У липні 1938 — січні 1954 року — голова Президії Верховної ради Аджарської АРСР і заступник голови Президії Верховної ради Грузинської РСР.
Потім — персональний пенсіонер. Дата смерті невідома.

## Нагороди
- орден Вітчизняної війни І ст.
- орден Трудового Червоного Прапора (24.02.1941)
- медаль «За оборону Кавказу»
- медаль «За доблесну працю у Великій Вітчизняній війні 1941—1945 рр.»
- медалі